# Слоним, Виссарион Исаакович
Виссарион (Исер) Исаакович Слоним (6 января 1921, Петроград — 5 февраля 2005, Иерусалим) — пианист, педагог, композитор, кандидат искусствоведения. Будучи профессором Ленинградской, Ташкентской, Новосибирской, Петрозаводской консерваторий и Иерусалимской академии музыки и танца (Израиль), он оказал существенное влияние на развитие фортепианной педагогики XX века.

## Биография
Родился в 1921 г. в Петрограде в семье научного работника. Первоначальное музыкальное образование (с 6 до 12 лет) получил в домашних условиях под руководством педагога С. Ляховицкой. С 1933 г. обучался в группе особо одаренных детей при Ленинградской консерватории. В 1936 году был принят в открывшуюся Среднюю специальную музыкальную школу при ЛОЛГК. В 1943 году с отличием окончил Ленинградскую консерваторию. С 1933 до окончания консерватории учителем В. И. Слонима была профессор О. К. Калантарова.

Ольга Калантаровна … считала, что мы — молодые исполнители — должны нести наше искусство широчайшему кругу слушателей, включала нас с детства в огромное количество шефских концертов… .
Ольга Калантаровна требовала в работе того, что сейчас называют эффективным качеством, не пропускала, как говорится, «ни одной ноты», заставляла выучивать в сжатые, заранее назначенные сроки.— В. И. Слоним
Посещал баховский семинар И. А. Браудо, семинар по романтическому искусству В. В. Софроницкого. В 1945 г. окончил класс композиции профессора М. О. Штейнберга. С сентября 1941 по октябрь 1944 г. вместе с ЛОЛГК провел в эвакуации в Ташкенте, в 1944—1951 гг. он ассистент, затем преподаватель кафедры специального фортепиано. С 1951 по 1958 г. и в 1959—1961 гг. работал в Ташкентской консерватории (с 1954 г. — доцент., с 1957 г. — заведующий кафедрой специального фортепиано). В 1958-59 гг., затем в 1961—1969, 1977—1989 гг. преподавал в Новосибирской консерватории, в 1969—1977 гг. — в Петрозаводской консерватории. С 1989 г. — профессор Академии музыки в Иерусалиме.

## Исполнительская деятельность
В ленинградский период много выступает на концертной эстраде как солист и как ансамблист, играет с симфоническим оркестром во главе с такими дирижёрами, как Н. Рабинович, К. Элиасберг, Э. Гонкуров, И. Шерман и др. В ташкентский период гастролирует по городам Средней Азии, выступает в Ташкенте, в Москве и Ленинграде. В Новосибирске осуществил свои наиболее значительные исполнительские проекты.
Репертуар В. Слонима включал Второй и Третий концерты для фортепиано с оркестром С. Рахманинова, Первый, Третий, Четвёртый, Пятый концерты Л. Бетховена, концерты И. Брамса, Э. Грига, Ф. Листа, К. Сен-Санса, П. Чайковского, современных авторов. В его масштабный сольный репертуар входили ХТК, органные переложения, Чакона, сюиты И. С. Баха; почти все сонаты Л. Бетховена, И. Брамса; Прелюдии, «Остров радости», «Эстампы» К. Дебюсси; Соната си минор, этюды, «Венгерские рапсодии», «Годы странствий» Ф. Листа; сонаты и «Сказки» Н. Метнера; сонаты С. Прокофьева, А. Скрябина, Ф. Шопена, Д. Шостаковича; Симфонические этюды и «Крейслериана» Р. Шумана, «Петрушка» И. Стравинского и т. д.
Много скрипичной музыки он исполнял с Д. Ф. Ойстрахом, с которым его связывала творческая дружба на протяжении многих лет.
Программы сольных концертов В. И. Слонима отличались сложностью. Большая часть сольных программ строилась на контрасте стилей и жанров.
| 1962 г., май     | Бетховен — сонаты № 14 и № 23, Лист Сонет Петрарки и «Тарантелла», Дебюсси — «Вечер в Гренаде» и «Остров Радости», Шостакович — Прелюдия и фуга ре минор                                  |
| 1964 г., декабрь | Бах — Французская сюита, Шуман — Симфонические этюды, Дебюсси — «Остров радости», «Затонувший собор», «Ароматы и звуки в вечернем воздухе тают», Стравинский — Сюита из балета «Петрушка» |
| 1974 г., май     | Бетховен — Соната № 31, Шопен — Фантазия и 4 мазурки, Лист — Сонет Петрарки и «Мефисто-вальс», Прокофьев — Соната № 6                                                                     |
| 1978 г., ноябрь  | Бетховен — Соната № 29, Шопен — 4 баллады |
| 1980 г., ноябрь  | Бетховен — Соната № 31, Шопен — Соната си-бемоль минор, Чайковский — «Времена года», Балакирев -«Исламей»                                                                                 |
| 1983 г., октябрь | Шуман — «Крейслериана», Лист — «Мефисто-вальс», Скрябин — Соната № 7, Дебюсси — «Затонувший собор», «Фейерверк»                                                                           |
| 1987 г., декабрь | Бетховен — Сонаты № 8 и № 12. Шуман — «Бабочки», Симфонические этюды. Токката |

В построении Слонимом концертных программ просматривается стремление охватить большую историческую перспективу фортепианного искусства. Наиболее ярким выражением этой идеи стал цикл исторических концертов 1968—1969 гг., повторённый им в следующем году в Петрозаводске:
| 14 октября 1968 | Бах — 5 прелюдий и фуг из ХТК, Органная токката До мажор, 2 хоральные прелюдии, Французская сюита.                                                                            |
| 1 ноября 1968   | Бетховен — сонаты № 12, 14, 23, 31. |
| 19 ноября 1968  | Шуман — Симфонические этюды и «Бабочки». Брамс — Интермеццо, Соната фа минор, 4 вальса                                                                                        |
| 3 декабря 1968  | Шопен — Фантазия фа минор. Ноктюрн Фа мажор, сонаты си-бемоль минор и си минор, 4 мазурки.                                                                                    |
| 25 декабря 1968 | Лист — Соната си минор, «Мефисто-вальс», Сонет Петрарки № 104, «Забытый вальс», «Гондольера» и «Тарантелла».                                                                  |
| 11 мая 1969     | Глинка — «Разлука», Детская полька, Чайковский — Тема с вариациями, 3 пьесы из «Времен года», Балакирев — «Исламей», Рахманинов — 4 прелюдии. Скрябин — 4 этюда и Соната № 5. |
| 28 июня 1969    | Шостакович — Три фантастических танца, 10 прелюдий, ор. 10. Прокофьев — сонаты № 3 и № 6.                                                                                     |

Игре Слонима были свойственны ясность, логичность и завершённость музыкальных мыслей, яркость образов, мужественность, энергия и воля.
В Карелии был участником многих концертов, регулярно выступал с симфоническим оркестром Карельского телевидения и радио. В Израиле продолжал активно концертировать: выступал с сольными концертами в Иерусалиме, Тель-Авиве, Нетании, играл в концертах международного Иерусалимского фестиваля, участвовал во всех исполнительских проектах кафедры фортепиано Иерусалимской академии. Свое 75-летие отметил исполнением Четвёртого концерта Бетховена и Первого концерта Чайковского, 80-летие — двумя сольными концертами.
Последний сольный концерт В. И. Слоним дал в 81 год, в 2002 году. Объёмная программа содержала историческую перспективу в развитии фортепианного искусства от XVIII к рубежу XIX—XX вв.: Чакона Баха-Бузони, Романс Ля-бемоль мажор Моцарта, «Аппассионата» Бетховена, Полонез-фантазия Шопена, Тарантелла Листа, «Фейерверк», «Вечер и Гренаде», «Остров радости» Дебюсси. После этого концерта Слоним продолжал участвовать в смешанных концертах с исполнением отдельных произведений. Последний раз вышел на сцену за три месяца до смерти осенью 2004 года, сыграл цикл вальсов и немецких танцев Шуберта, которые специально выучил к шубертовскому вечеру.

## Научная деятельность
В 1956 г. успешно защитил в Москве кандидатскую диссертацию на тему «Фортепианная соната Брамса фа минор». Исполнительская часть диссертации предполагала сольный концерт, состоявшийся в Большом зале Московской консерватории.

## Композиторское творчество
Композиторское творчество В. Слонима включает три фортепианных концерта, увертюру для симфонического оркестра, пьесы для фортепиано и других инструментов, обработки народных песен, часть которых опубликована в качестве учебного репертуара для ДМШ.

## Педагогическая деятельность
Ученики В. Слонима в Ташкентской консерватории в дальнейшем составили ядро кафедры. Д. Джахангиров. Ю. Кензер, Д. Магазинник — лауреаты Межзонального среднеазиатского конкурса в 1959 г.

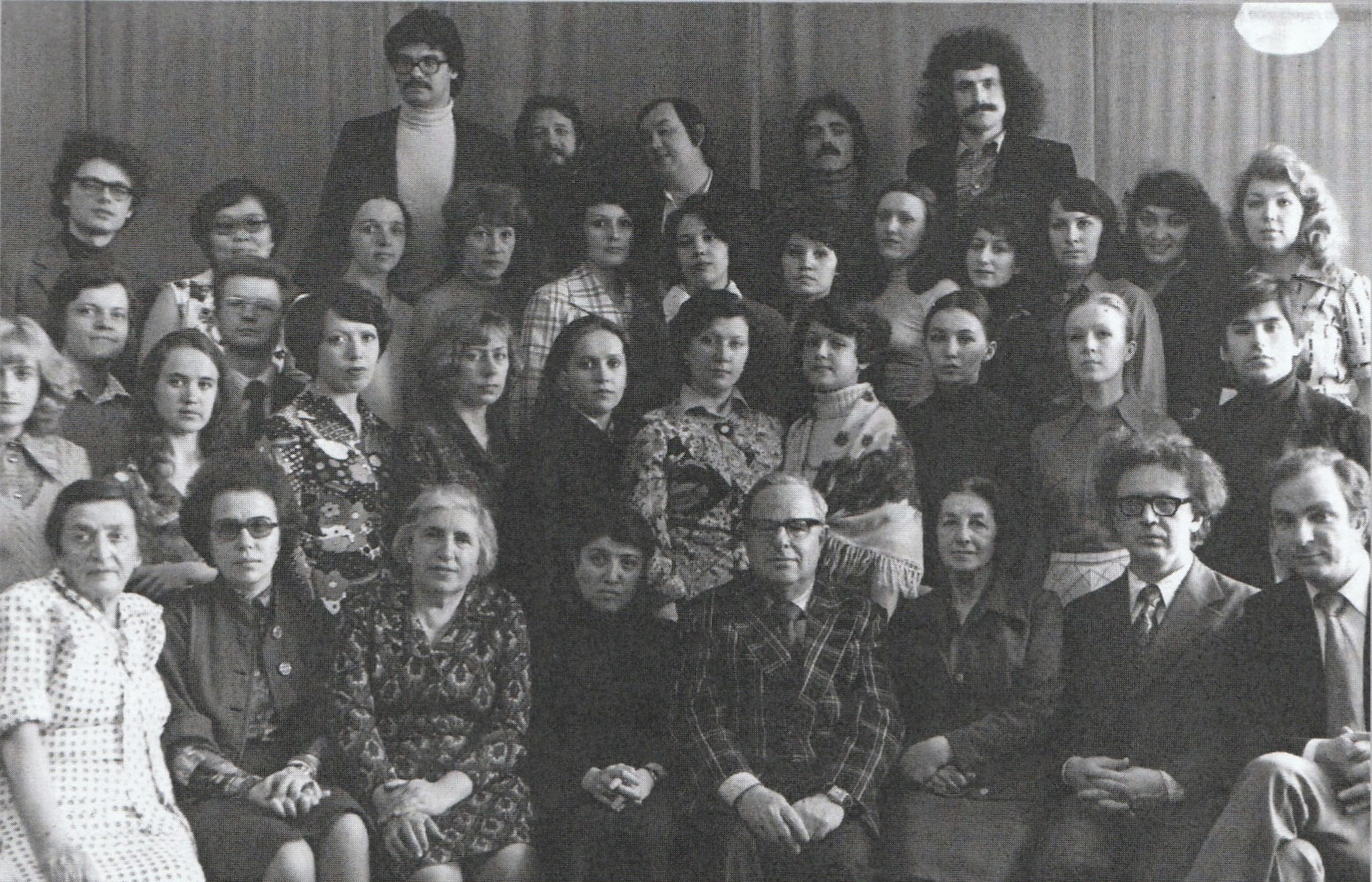
Педагоги и выпускники НГК им. М. И. Глинки, 1979 г. I ряд, справа налево: Л. Синцев, С. Добровольский, А. Барон, И. Слоним, М. Лебензон, З. Тамаркина, Н. Мельникова, Н. Мыш

С деятельностью В. Слонима как профессора и руководителя кафедры специального фортепиано НГК им. М. И. Глинки связаны значительные успехи кафедры. Благодаря организаторским способностям Слоним укрепил кафедру высокопрофессиональными кадрами (А. С. Барон, Д. Л. Шевчук, М. С. Лебензон, 3. Ш. Тамаркина, О. И. Волчкова, Л. Е. Александровский, Л. Н. Синцев, С. П. Гиндис, А. В. и И. В. Урваловы и др.). 

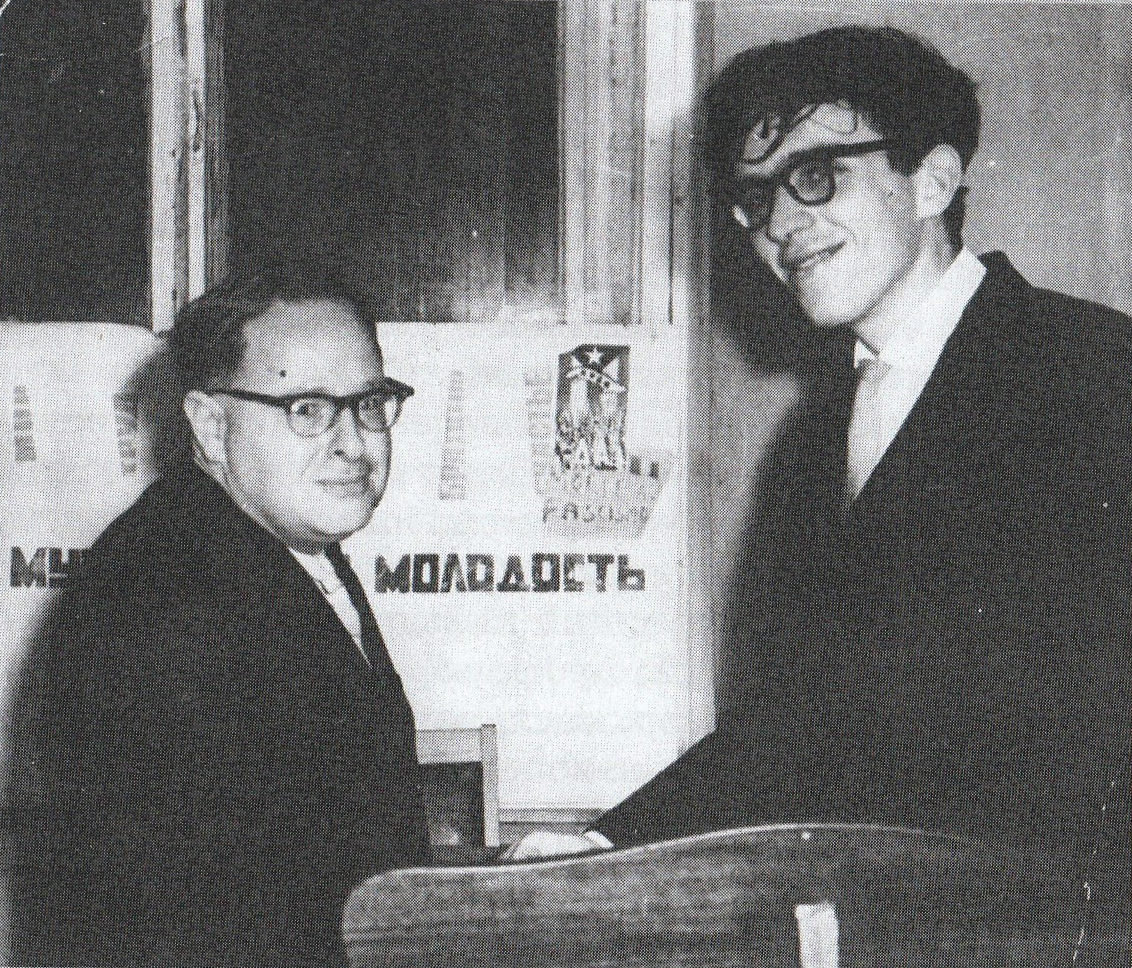
В. Слоним и М. Богуславский

Ученик В. Слонима М. Богуславский первым из студентов-пианистов НГК стал лауреатом Всероссийского и дипломантом Всесоюзного конкурса.
Ученица В. Слонима Г.В. Митчелл (р. 1930) работала впоследствии преподавателем (1961–1966) на кафедре специального фортепиано Ленинградской консерватории им. Н.А. Римского-Корсакова. В 1971 г. утверждена в звании доцента по этой кафедре. В 1975 г. избрана деканом фортепианного факультета.
Событийными в концертной жизни Новосибирска стали циклы концертов кафедры в 1960-е гг.: «Фортепианные сонаты Бетховена», "Фортепианные сонаты Прокофьева", «Хорошо темперированный клавир И. С. Баха» и цикл исторических концертов самого Слонима.
Под руководством Слонима кафедра вела активную работу с учебными заведениями Сибири. В. Слоним многократно посещал Кемерово, Красноярск, Иркутск, Томск, Омск, давал мастер-классы и концерты, выступал с методическими докладами и лекциями, возглавлял государственные экзаменационные комиссии.
В. Слоним представлял НГК в жюри конкурсов пианистов: Всероссийского конкурса пианистов (1965), Всесоюзного Баховского конкурса (1963), Всесоюзного отборочного прослушивания к Международному конкурсу пианистов им. М. Лонг (1967) и т. д.
Педагогические принципы В. Слонима продолжали развитие установок О. Калантаровой и А. Есиповой в русле «прогрессивного консерватизма». Его педагогическая система имела стройный рационалистический характер. В педагогической практике В. Слоним опирался на методические труды И. Браудо, Г. Когана, апеллируя к ним. В центр внимания исполнителя В. Слоним помещал нотный текст и умение его понять.

Часто говорят о несовершенстве нотной записи. Мне думается, она достаточно совершенна, в отличие от нашего умения прочитать её. Оно зависит, помимо таланта, от уровня профессиональной грамотности музыканта.— В. Слоним "Мысли и наблюдения"
Согласно воззрениям Слонима, исполнитель должен выбирать те или иные исполнительские выразительные средства не только на основе внутренних ощущений, но прежде всего исходя из закономерностей текста произведения и его музыкального языка. Расшифровке этих закономерностей он уделял значительное время на занятиях.
Важнейшей областью исполнительского процесса для В. Слонима было гибкое выразительное интонирование. Он добивался, чтобы ощущение мелодического рисунка присутствовало не только в сознании, но и в движениях руки. Слоним учил "пластической лепке" интонации при помощи веса руки, закладывая естественные синестетические связи между слуховыми представлениями и двигательными ощущениями.
Автор методических работ «Вопросы исполнительско-педагогического анализа этюдов и баллад Шопена», «Вопросы интерпретации», «Интонационная природа музыки», «Проблемы исполнения музыки Баха», «Об интерпретации музыки Бетховена» и др. В 2000 г. он издал книгу «Мысли и наблюдения», в которой в свойственной ему афористической манере излагает принципы своей фортепианной педагогики.

У каждого пианиста своя, необходимая ему норма повторений для освоения того или иного конкретного материала. Попытки избежать её выполнения никогда не увенчиваются успехом.— В. Слоним "Мысли и наблюдения"
Среди новосибирских воспитанников В. Слонима — профессор Тель-Авивской и Иерусалимской академии музыки, заведующий кафедрой специального фортепиано М. Богуславский, профессор Тель-Авивской академии музыки М. Шавинер; заслуженный деятель искусств России, профессор Дальневосточной академии искусств, профессор Венской академии музыки С. Тихонов; профессор Академии им. Л. Яначека г. Брно (Чехия) Ф. Кратохвил и др.

## Публикации
- Тезисы лекций и докладов: Вопросы интерпретации; Интонационная природа музыки; Прокофьев, каким я его слышу; О прелюдиях и фугах Шостаковича; О работе над полифонией; Проблемы исполнения музыки Баха; Об интерпретации музыки Бетховена; Об исполнении музыки разных композиторов // Исер Слоним. — The Jerusalem Academy of music and dance / Israel / 2006. — C. 106—151.
- О. К. Калантарова. Там же. — С. 155—157.
- Мария Израилевна Гринберг. Там же. 157—162
- Автобиография. Там же.— С. 163—184.
- Вопросы исполнительско-педагогического анализа этюдов и баллад Шопена. Лекция. — Новосибирск, 1987.
- Мысли и наблюдения // The Jerusalem Academy of music and dance. Israel. 2006. — C. 215—231.